# 桃源乡 (竹溪县)
桃源乡，是中华人民共和国湖北省十堰市竹溪县下辖的一个乡镇级行政单位。

## 行政区划
桃源乡下辖以下地区：
中坝村、两河口村、古峰村、杨寺庙村、厚河村、甘沟子村、羊角洞村、茂古坪村和桃园村。